# Can Torres (Gelida)
Can Torres és una torre eclèctica de Gelida (Alt Penedès), protegida com a Bé Cultural d'Interès Local.

## Descripció
Elegantíssima torre -una de les més primitives i bones mostres de l'estiueig a Gelida- d'estil afrancesat amb teulades de pissarra. Consta de planta, dos pisos i una torratxa. La planta és quadrangular. Cal esmentar els espaiosos salons interiors, l'extraordinària qualitat dels materials emprats, i els jardins esponerosos que l'envolten amb palmeres, pins, avets i plantes tropicals. Forma part inqüestionable de l'estètica urbana de Gelida i és mostra, com hem dit, d'una de les seves millors èpoques artístiques.